# Putzar
Putzar (pol. hist. Pożar) – dzielnica gminy Boldekow w Niemczech, w kraju związkowym Meklemburgia-Pomorze Przednie, w powiecie Vorpommern-Greifswald, w  Związku Gmin Anklam-Land  .